# 46053 Davidpatterson
46053 Davidpatterson este un asteroid din centura principală de asteroizi.

## Descriere
46053 Davidpatterson este un asteroid din centura principală de asteroizi. A fost descoperit pe 21 februarie 2001 la Junk Bond Observatory de David Healy (astronom). Asteroidul prezintă o orbită caracterizată de o semiaxă mare de 2,14 ua, o excentricitate de 0,09 și o înclinație de 3,8° în raport cu ecliptica.